# Jose Maria Martin Carpena Arena
Jose Maria Martin Carpena Arena (špa. Palacio de Deportes de Málaga "José Maria Martín Carpena") je višenamjenska sportska dvorana u Málagi, Španjolska. Otvorena je 1999. godine i ima kapacitet od 14 tisuća sjedećih mjesta te pruža domaćinstvo španjolskoj košarkaškoj momčadi Unicaji.

## Vanjske poveznice
- Službena stranica (šp.)